# Daniele Farlati

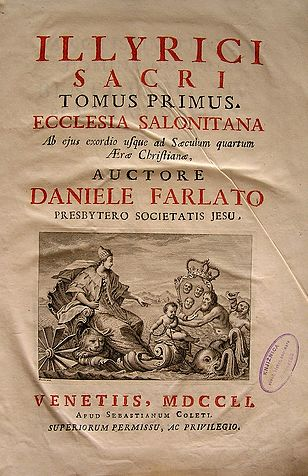
Pierwszy tom Illyricum Sacrum

Daniele Farlati (ur. 22 lutego 1690 w San Daniele del Friuli, zm. 25 kwietnia 1773 w Wenecji) – włoski jezuita i historyk chrześcijaństwa.

## Życiorys
Pochodził z prowincji Udine. Po ukończeniu studiów w Gorycji, w 1707 wstąpił w Bolonii do zakonu jezuitów. Przez pięć lat pracował jako nauczyciel w kolegium jezuickim w Padwie. Stamtąd wyjechał do Rzymu, gdzie ukończył studia teologiczne i został wyświęcony na księdza. Do Padwy powrócił w 1722, gdzie podjął współpracę z o. Filippo Riceputim. Riceputi od 1720 pracował w Padwie nad historią Kościoła w dawnej prowincji Illyricum. Przez kolejne dwadzieścia lat Farlati i Riceputi prowadzili kwerendę w bibliotekach i archiwach szukając materiałów na temat Ilyrii. W trakcie pracy nad dziełem zmarł Riceputi, a miejsce współpracownika Farlatiego zajął o. Jacopo Coleti. Pierwszy tom Illyricum Sacrum, ukazał się w 1751 w Wenecji. Przedstawiał dzieje Kościoła salonickiego do IV w. W trakcie pracy nad piątym tomem Farlati zmarł, dzieło dokończył jego asystent. Po śmierci Farlatiego ukazało się jeszcze trzy tomy dzieła, ostatni w 1818.

## Illyricum Sacrum
1. Ecclesia Salonitana, ab ejus exordio usque ad saeculum quastum aerae Christianae. (1751)
2. Ecclesia Salonitana, a quarto saeculo aerae Christianae usque ad excidicem Salonae. (1753)
3. Ecclesia Spalatensis olim Salonitana (1765)
4. Ecclesia suffraganeae metropolis Spalatensis (1769)
5. Ecclesia Jadertina (1775)
6. Ecclesia Ragusina (1800)
7. Ecclesia Diocletana, Antibarensis, Dyrrhachiensis, et Sirmiensis (1817)
8. Ecclesia scopiensis, sardicensis, marcianopolitana, schridensis et ternobensis. (1818)